# المشاف (صعدة)
المشاف هي إحدى قرى الجمهورية اليمنية. تتبع جغرافيا لمحافظة صعدة وإداريًا لمديرية شداء. يبلغ تعداد سكانها 2943 نسمة حسب الإحصاء الذي أجري عام 2004.